# Polydesmus miyosii
Polydesmus miyosii är en mångfotingart som beskrevs av Murakami 1966. Polydesmus miyosii ingår i släktet Polydesmus och familjen plattdubbelfotingar. Inga underarter finns listade i Catalogue of Life.